# 양람기

양람기 깃발

양람기 (鑲藍旗, 만주어: ᡴᡠᠪᡠᡥᡝ
ᠯᠠᠮᡠᠨ
ᡤᡡᠰᠠ, 묄렌도르프: kubuhe lamun gūsa, 청: kubuhe lamun gvsa)는 청나라 팔기 중 하나로, 양람기로 이름 붙혀졌고, 기주는 화석정친왕이다. 정홍기, 양백기, 양홍기, 정람기와 함께 하오기로 불린다.

## 개요
양람기는 만주 · 몽골 · 한군으로 나뉘어, 제왕, 패륵, 패자가 분담해서 통치하였다.
처음에는 아민이 양람기 기주였다. 아민이 홍타이지에 의해 감금을 당한 후, 슈르하치의 6남이자 누르하치의 조카, 청나라 초기의 철모자왕 정친왕 치르할랑이 새로운 기주가 되었다.
청나라 말기, 양람기 아래에 87개의 정좌령과 하나의 반분령, 2만 7천여명의 병사가 있었고, 그 가족들을 모두 포함하면 약 13만 5천명이다.

## 양람기 출신 인물
- 아민
- 치르할랑
- 안피양구
- 악이태
- 강의
- 숙순
- 단화
- 고태청
- 목창아
- 유귀비
- 상가희
- 서태후

## 같이 보기
- 팔기제